# Penstemon purpusii
Espèce
Penstemon purpusii  est une espèce de plantes de la famille des Plantaginacées, originaire d'Amérique du Nord. Elle est connue sous le nom de                   Snow mountain Beardtongue  en anglais.

## Description
Cette espèce est pérenne, native de Californie et sa tige ligneuse peut atteindre 20cm de haut.